# Communauté de communes Coutach Vidourle
La communauté de communes Coutach Vidourle est une ancienne communauté de communes française, située dans le département du Gard et la région Languedoc-Roussillon. Elle a été dissoute le 1er janvier 2013 à la suite de la mise en application de la réforme des collectivités territoriales et des décisions du  conseil départemental de coopération intercommunale du Gard. En effet, cette réforme a fait disparaître toutes les structures intercommunales de moins de 5 000, voire 10 000 habitants.

## Composition
La Communauté de communes Coutach Vidourle comprenait 17 communes :
- Bragassargues
- Brouzet-lès-Quissac
- Cannes-et-Clairan
- Carnas
- Corconne
- Gailhan
- Liouc
- Logrian-Florian
- Orthoux-Sérignac-Quilhan
- Puechredon
- Quissac
- Saint-Jean-de-Crieulon
- Saint-Nazaire-des-Gardies
- Saint-Théodorit
- Sardan
- Sauve
- Vic-le-Fesq

7 992 hab
La communauté de communes était comprise dans l'ensemble intercommunal du Pays Aigoual Cévennes Vidourle.

## Administration
Le président de la communauté de communes était Olivier Gaillard (PS), adjoint au maire de Sauve et conseiller général du canton de Sauve.